# Российская империя и Американская революция

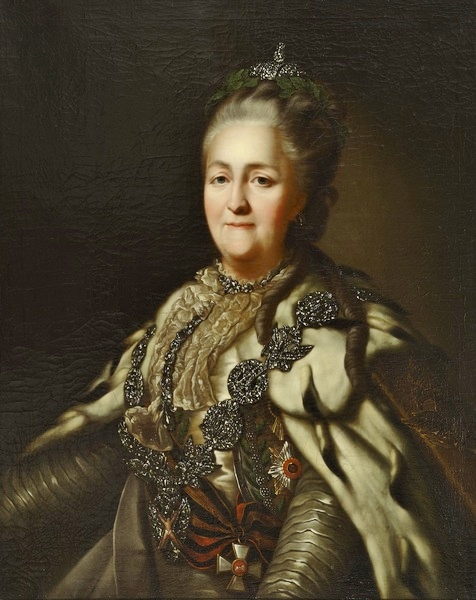
Екатерина II

Во время Американской революции Российская империя сохраняла нейтралитет в конфликте между Великобританией и восставшими Тринадцатью колониями. Ещё до начала войны в 1775 году русские экспедиции, действовавшие под непосредственным руководством императрицы Екатерины II, начали осваивать западное побережье, а в 1784 году начали освоение Аляски, основав поселение Русская Америка. Хотя Россия не принимала непосредственного участия в конфликте, поскольку Екатерина отвергла британские дипломатические попытки отправить российскую армию в Северную Америку, русские действительно сыграли важную роль в дипломатии в американской войне за независимость и внесли свой вклад в прочное наследие американской революции.

## Россия и Северная Америка
В то время как другие европейские государства расширялись на запад через Атлантический океан, Российская империя двинулась на восток и завоевала обширную и слабозаселённую Сибирь. Хотя изначально Россия двинулась на восток в надежде расширить торговлю мехом, российский императорский двор в Санкт-Петербурге надеялся, что её восточная экспансия также докажет её культурную, политическую и научную принадлежность к Европе. Евразийская империя обратила внимание на Северную Америку после того, как достигла Тихого океана в 1639 году и заняла Камчатку в 1680-х годах.
С 1729 по 1741 год российский двор спонсировал исследователей Витуса Беринга и Алексея Чирикова, чтобы они начали экспедицию в Северную Америку. В своей первой экспедиции 1729 года они пропустили побережье Аляски из-за густого тумана. Когда они снова отправились в путь в 1741 году, Чириков достиг берега Аляскинского полуострова только для того, чтобы его поисковая группа попала в засаду и была убита тлинкитами. После случившегося Чириков спешно отплыл обратно на Камчатку. Берингу же повезло меньше: он добрался до центральной Аляски, а затем поплыл обратно на Камчатку вдоль бесплодных Алеутских островов только для того, чтобы пережить суровую зиму на одном из них, потеряв много людей. Однако, когда Беринг и оставшаяся его команда вернулись в Петропавловск, они привезли с собой более девятисот шкурок каланов.
Ценные меха, с которыми вернулись выжившие участники экспедиции Беринга, вызвали больший интерес к меховой торговле. Русские промышленники, или торговцы мехом, начали массово отправляться на Аляску в надежде разбогатеть. Стремление к добыче мехов привело их к конфликту с алеутами, совершавшими набеги на поселения, в результате чего торговцы ответили угрозами и принуждением к торговле. Торговцы также непреднамеренно нанесли вред окружающей среде: охота на многих животных привела к почти полному исчезновению. Местные племена снова напали на русских в 1764 году, но их восстание окончилось поражением два года спустя. До начала американской войны за независимость российская экспансия в Северную Америку способствовала росту экономики и престижа, но нанесла большой ущерб дикой природе Аляски и привела к повышенной смертности алеутов из-за болезней и войн.

## Россия и декларация независимости

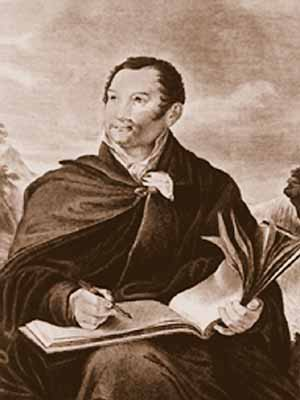
Павел Свиньин

Новости о написании и подписании Декларации независимости наконец достигли России 13 августа 1776 года. Российский посол в Лондоне Василий Лизакевич в письме графу Никите Панину высоко оценил показанные в декларации лидерство, храбрость и добродетель лидеров колонистов. В то же время Лизакевич ни разу не упомянул упомянутые «естественные права человека», взамен сосредоточившись на действиях американских предков. Когда Екатерина Великая узнала об этой декларации, она объяснила причину её создания «личной виной» со стороны политики британской короны в отношении британских североамериканских колоний. Более того, она считала, «что отделение колоний от метрополии не противоречит интересам России и может быть даже выгодно ей».
Дополнительные сведения об оценке Россией декларации содержатся в отчётах её представителя в США Павла Свиньина. В своих отчётах за 1811—1813 годов он отмечал, что, судя по всему, американские граждане пользовались почти всеми перечисленными свободами, предусмотренными декларацией и конституцией. Несмотря на публикацию наблюдений Свиньина об американской жизни, полный текст Декларации независимости был вне закона в Российской империи вплоть до императора Александра II (1855—1881). Историки объясняют отсутствие документа несоответствием ценностей Декларации независимости и проводимой российской монархией политикой.
Декларация независимости также вдохновила некоторых участников восстания декабристов и их доктрины, для них Америка представляла собой своего рода «родину свободы». Несмотря на то, что Декларация независимости так и не была полностью опубликована до восстания декабристов, ей всё же удалось проникнуть в сознание российского общества.

## Дипломатия России во время войны за независимость США

### Политика Екатерины II
Правившая Россией с 1762 по 1796 год Екатерина II сыграла скромную роль в американской войне за независимость. Первоначально она проявляла большой интерес к американской революции, поскольку та повлияла на «английскую и европейскую политику», и симпатизировала мнению, что британская колониальная политика спровоцировала войну. Она придерживалась низкого мнения о Георге III и британских дипломатах в России, часто относясь к последним с презрением. Тем не менее, в 1775 году британцы официально попросили Екатерину отправить 20 тысяч солдат императорской российской армии в Северную Америку и стремились к военному союзу с Россией; она отклонила обе просьбы. После вступления Испании в войну в 1777 году британские дипломаты запросили военно-морскую поддержку у русского императорского флота, но Екатерина II снова проигнорировала просьбы Великобритании.
Возможно, величайшим дипломатическим вкладом Екатерины стало создание и провозглашение в 1780 году Первой лиги вооружённого нейтралитета. Эта декларация вооружённого нейтралитета содержала несколько условий, важнейшими были: нейтральные корабли могут свободно заходить в порты воюющих сторон; товары воюющих держав на нейтральных кораблях могут проходить беспрепятственно, за исключением военной контрабанды; под определение блокированного порта подпадает только порт, вход в который фактически затруднён военно-морскими силами. Большинство европейских стран согласились с этими условиями, но британцы отказались признать эту договорённость, поскольку она подрывала их блокаду мятежных портов Северной Америки, которая была наиболее эффективной военной стратегией Великобритании. Создав лигу, Екатерина попыталась выступить в качестве посредника между американцами и Великобританией, представив план прекращения огня. Однако во время её попыток посредничества осада Йорктауна в 1781 году разрушила любую надежду на мирное и дипломатическое решение американской войны за независимость.
Эти переговоры сопровождались политической интригой. В 1780 году британские дипломаты предложили Екатерине удерживаемый британцами остров Менорка, если русские согласятся присоединиться к Британии в войне. Несмотря на экономический подъём, который дало, s такое приобретение, Екатерина отклонила его и обнародовала предложение, из-за чего престиж британского правительства в глазах других европейских держав упал. Несмотря на то, что в период революции она придерживалась довольно двойственного подхода к международной политике, некоторые историки полагают, что ей в то время слишком везло. Это отрицательное мнение о царице заключается в том, что она просто действовала в интересах Российской империи и на самом деле не заботилась о деле Тринадцати колоний.

### Миссия Фрэнсиса Дейны

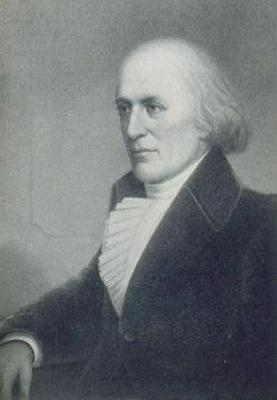
Фрэнсис Дейна

Фрэнсис Дейна служил послом США в России с 19 декабря 1780 по сентябрь 1783 года. Его первоначальной миссией было «подписать в Петербурге конвенцию о присоединении США к вооружённому нейтралитету и достичь соглашения о договоре о дружбе и торговле».
Во время поездки Дейна испытал некоторые трудности. Во-первых, Российская империя ещё не признала США как нацию, а во-вторых, русские не могли формально принять представителя от государства, которое они ещё не признали. Американский дипломат боролся с этими презумпциями и в длинном меморандуме российскому императорскому двору заявил, что государственность Америки возникла из Декларации независимости, а не из мирного договора с Великобританией. Однако «аргументация Фрэнсиса Дейна, основанная на принципах народного суверенитета, не могла, само собой разумеется, произвести особого впечатления (напротив, только отрицательного) на царское правительство». Из-за этих препятствий на пути к успеху его миссии Роберт Ливингстон предложил континентальному конгрессу отозвать Дейну из Санкт-Петербурга. По иронии судьбы, тот покинул Россию на следующий день после подписания мирного договора между США и Великобританией.
Многие историки упустили из виду более политические события во время миссии Дейны. Некоторые считают, что отказ Екатерины II признать американского дипломата коренится в желании России избежать конфликта с Великобританией. Однако правительница использовала свой отказ воспринимать статус американского посла как рычаг в ходе присоединения Крыма. Она заявила другим главам государств, что сохраняет нейтралитет во время их конфликтов, поэтому им не следует вмешиваться в её политические дела. Возможно, это сыграло свою роль в провале миссии Дейны.

## Наследие
Российская империя сыграла значительную роль в американской войне за независимость. Прежде всего, положение Екатерины Великой как, пожалуй, главного сторонника продолжающегося посредничества между европейскими державами и Америкой в годы войны, в конечном итоге послужило средством легитимации и мобилизации поддержки американского дела среди других европейских держав. Её политическая и военная позиция способствовала дальнейшей изоляции британцев в рамках большой европейской политики и, в конечном итоге, помогла подготовить почву для возможной победы молодой республики. «Провозглашение Россией Декларации о вооружённом нейтралитете, получившей официальное одобрение континентального конгресса США в октябре 1780 года, имело большое международное значение».
Помимо влияния России на США, обе страны тогда имели множество взаимовыгодных отношений. Некоторые учёные из обоих государств, такие как Бенджамин Франклин и Михаил Ломоносов, имели прямые или косвенные отношения друг с другом. В ноябре 1789 года Академия наук Российской империи в Санкт-Петербурге избрала Франклина в свои почётные члены. Россию и Америку также связывали процветающие торговые отношения. Хотя ни один российский корабль напрямую не заходил в порты Америки во время войны, многие купцы из обеих стран свободно торговали друг с другом после 1783 года.
В декабре 1807 года Россия впервые официально согласилась обеспечить полное дипломатическое признание новой американской республики, разрешив полный дипломатический обмен на высшем уровне. 8 декабря 1832 года две страны официально подписали торговый договор, стороны представляли министр иностранных дел России Карл Нессельроде и американский посол Джеймс Бьюкенен. При подписании этого соглашения президент Эндрю Джексон заметил, что эта торговля «даёт новые мотивы для той взаимной дружбы, которую обе страны до сих пор питали по отношению друг к другу». Джексон был не единственным президентом, выступившим с речью на связи России и Америки. До официального торгового соглашения доброжелательные отношения между двумя странами привели к тому, что президент Томас Джефферсон объявил Россию «державой, наиболее дружественной американцам».
Несмотря на эти примеры положительных связей, нельзя игнорировать бывший между монархической империей и демократической республикой идеологический конфликт. Хотя американская победа, несомненно, ослабила Великобританию, американская революция «вызвала резко негативную реакцию правящих классов» в России и, скорее всего, в других европейских государствах. Более того, в этот период невозможно было говорить об изменениях в политической структуре России, потенциале революции или демократических свободах. Можно было бы «более или менее объективно написать о праве на свободу и независимость американского народа и его опыте победоносной революционной борьбы против Англии». Такая революционная идеология вдохновила российских писателей Александра Радищева и Николая Новикова писать об американских успехах во время войны, но осуждать рабство и истребление индейцев. Со временем американская революция даже вдохновила некоторых участников восстания декабристов в Санкт-Петербурге, поскольку для них Америка представляла собой своего рода «родину свободы». Хотя революция в России не увенчалась успехом до 1917 года, идеалы, вдохновлявшие американских патриотов, вызвали волну в российском обществе.